# Clasificación para la Copa Mundial de Fútbol de 2026
Para la Copa Mundial de Fútbol de 2026, 48 equipos serán los participantes en la fase final. El Consejo de la FIFA decidió el 14 de febrero de 2023 que los tres anfitriones (México, Estados Unidos y Canadá) clasificarán automáticamente al torneo (a pesar de haber obtenido la sede desde 2018).
Las demás selecciones deberán clasificarse a través de los diferentes torneos continentales, que comenzaron entre septiembre de 2023 y marzo de 2025. El proceso clasificatorio culminará en marzo de 2026 con la disputa del torneo del Torneo clasificatorio interconfederativo y de la repesca de la clasificación de UEFA.

## Equipos clasificados
| Copa Mundial de Fútbol de 2026 | Copa Mundial de Fútbol de 2026 | Copa Mundial de Fútbol de 2026                         | Copa Mundial de Fútbol de 2026 | Copa Mundial de Fútbol de 2026 | Copa Mundial de Fútbol de 2026 | Copa Mundial de Fútbol de 2026 | Copa Mundial de Fútbol de 2026                     | Copa Mundial de Fútbol de 2026 |
| N.º                            | Equipo                         | Detalle                                                | Fecha                          | Part.                          | Cons.                          | Última                         | Destacada                                          | Ranking FIFA                   |
| ------------------------------ | ------------------------------ | ------------------------------------------------------ | ------------------------------ | ------------------------------ | ------------------------------ | ------------------------------ | -------------------------------------------------- | ------------------------------ |
| 1                              | Canadá                         | Anfitrión                                              | 14 de febrero de 2023          | 3                              | 2                              | 2022                           | Fase de grupos (1986, 2022)                        | 56.º                           |
| 2                              | Estados Unidos                 | Anfitrión                                              | 14 de febrero de 2023          | 12                             | 2                              | 2022                           | Tercer lugar (1930)                                | 13.º                           |
| 3                              | México                         | Anfitrión                                              | 14 de febrero de 2023          | 18                             | 9                              | 2022                           | Cuartos de final (1970, 1986)                      | 15.º                           |
| 4                              | Japón                          | 1.º del Grupo C de la Tercera ronda de AFC             | 20 de marzo de 2025            | 8                              | 8                              | 2022                           | Octavos de final (2002, 2010, 2018, 2022)          | 15.º                           |
| 5                              | Nueva Zelanda                  | Ganador de la Tercera ronda de la clasificación de OFC | 24 de marzo de 2025            | 3                              | 1                              | 2010                           | Fase de grupos (1982, 2010)                        | 89.º                           |
| 6                              | Irán                           | 1.º del Grupo A de la Tercera ronda de AFC             | 25 de marzo de 2025            | 7                              | 4                              | 2022                           | Primera ronda (1978, 1998, 2006, 2014, 2018, 2022) | 18.º                           |
| 7                              | Argentina                      | 1.º en el Grupo único de la Conmebol                   | 25 de marzo de 2025            | 19                             | 14                             | 2022                           | Campeón (1978, 1986, 2022)                         | 1.º                            |
| 8                              | Uzbekistán                     | 2.º del Grupo A de la Tercera ronda de AFC             | 5 de junio de 2025             | 1                              | 1                              | Debut                          | Sin participaciones previas                        | 57.º                           |
| 9                              | Corea del Sur                  | 1.º del Grupo B de la Tercera ronda de AFC             | 5 de junio de 2025             | 12                             | 11                             | 2022                           | Cuarto puesto (2002)                               | 23.º                           |
| 10                             | Jordania                       | 2.º del Grupo B de la Tercera ronda de AFC             | 5 de junio de 2025             | 1                              | 1                              | Debut                          | Sin participaciones previas                        | 62.º                           |
| 11                             | Australia                      | 2.º del Grupo C de la Tercera ronda de AFC             | 10 de junio de 2025            | 7                              | 6                              | 2022                           | Octavos de final (2006, 2022)                      | 26.º                           |
| 12                             | Brasil                         | 2.º a 6.º en el Grupo único de la Conmebol             | 10 de junio de 2025            | 23                             | 23                             | 2022                           | Campeón (1958, 1962, 1970, 1994, 2002)             | 5º                             |
| 13                             | Ecuador                        | 2.º a 6.º en el Grupo único de la Conmebol             | 10 de junio de 2025            | 5                              | 2                              | 2022                           | Octavos de final (2006)                            | 24°                            |

## Cupos por confederación

Países clasificados
Países que aún pueden clasificar
Países eliminados
Países que no son miembros de la FIFA
Países retirados o descalificados

El 30 de marzo de 2017, el Consejo de la FIFA (integrada por el presidente de la FIFA y los presidentes de cada una de las seis confederaciones) propuso una asignación de cupos para la Copa Mundial de la FIFA 2026. Habrá 46 plazas directas y 6 para una repesca mundial, donde se definirán las 2 selecciones que restan clasificar.
La FIFA resolvió que el reparto de los 48 cupos fuera el siguiente:
- AFC: 8 cupos directos + un cupo repechaje
- CAF: 9 cupos directos + un cupo repechaje
- Concacaf: 3 cupos directos (+3 anfitriones) + 2 cupos repechaje
- Conmebol: 6 cupos directos + un cupo repechaje
- OFC: 1 cupo directo + un cupo repechaje
- UEFA: 16 cupos directos

## Resumen de la clasificación
| Leyenda del estado de los procesos clasificatorios |
| -------------------------------------------------- |
| El proceso clasificatorio no ha comenzado          |
| El proceso clasificatorio está en proceso          |
| El proceso clasificatorio ha finalizado            |

| Confederación   | Equipos que comienzan el proceso clasificatorio | Equipos que han asegurado su clasificación | Equipos que aún pueden clasificar | Equipos que han sido eliminados | Cupos directos | Cupos a los Play-offs intercontinentales | Fecha final del clasificatorio |
| --------------- | ----------------------------------------------- | ------------------------------------------ | --------------------------------- | ------------------------------- | -------------- | ---------------------------------------- | ------------------------------ |
| AFC             | 46                                              | 6                                          | 6                                 | 34                              | 8              | 1                                        | 18 de noviembre de 2025        |
| CAF             | 53                                              | 0                                          | 49                                | 4                               | 9              | 1                                        | 18 de noviembre de 2025        |
| CONCACAF        | 32                                              | 0 (+3)                                     | 12                                | 20                              | 3 (+3)         | 2                                        | 18 de noviembre de 2025        |
| CONMEBOL        | 10                                              | 3                                          | 6                                 | 1                               | 6              | 1                                        | 9 de septiembre de 2025        |
| OFC             | 11                                              | 1                                          | 1                                 | 9                               | 1              | 1                                        | 24 de marzo de 2025            |
| UEFA            | 54                                              | 0                                          | 54                                | 0                               | 16             | 0                                        | 31 de marzo de 2026            |
| Reclasificación | 6                                               | 0                                          | 6                                 | 0                               | 2              | –                                        | marzo de 2026                  |
| Total           | 206 (+3)                                        | 10 (+3)                                    | 128                               | 68                              | 45 (+3)        | 6                                        | marzo de 2026                  |

### Retiros y suspensiones
- Rusia: fue suspendida indefinidamente el 28 de febrero de 2022 de participar en competiciones de la UEFA y la FIFA debido a la invasión de Ucrania por parte de dicho país.[17] Una circular distribuida por la UEFA el 11 de noviembre de 2024 afirmó que se disputarían 192 partidos de la fase de grupos, confirmando la continuidad de la sanción que databa de la Copa del Mundo anterior, y por ende la exclusión de Rusia de este torneo.[18][19]

- Eritrea: se retiró el 10 de noviembre de 2023 debido a los temores de las autoridades por la posible deserción de sus jugadores en sus duelos como visitante, esto en el contexto de la situación política del país. Al momento de su retiro aún no comenzaba su participación en el grupo E de la primera ronda en la clasificación de la CAF.[20]

- Congo: fue suspendida el 6 de febrero de 2025 debido a presuntas interferencias externas en la gestión de su federación. Sin embargo, dicha sanción estaba condicionada a la resolución del problema, como esta no se produjo, el 6 de marzo FIFA confirmó el castigo, y por ende su eliminación definitiva de la competencia. Al momento de producirse esta, la selección congoleña era última del grupo E de la primera ronda en la clasificación de la CAF, con tres derrotas en el mismo número de partidos.[21][22]